# Белфаст (лек крайцер, 1938)
Белфаст (на английски: HMS Belfast (C35)) е лек крайцер на Британския Кралски флот, от времето на Втората световна война. Един от деветте крайцера на типа „Таун“ (подтип „Белфаст“).
Името си носи в чест на град Белфаст, столицата на Северна Ирландия. Днес е кораб-музей (филиал на Имперския военен музей). Намира се постоянно на стоянка в центъра на Лондон в река Темза, около Тауър Бридж.

## История на построяването
През първата половина на XX век крайцерът е важен инструмент за провеждането на колониална политика, служещ както за охрана на собствените търговски пътища, така и за атака над вражеските комуникации, а също и за поддръжка на действията на корабите от другите класове. Британската империя, бидейки колониална такава, изпитва особена нужда от кораби такъв клас.
Лондонското съглашение за ограничаване и съкращаване на морските въоръжения, подписано на 22 април 1930 г. в резултат на конференцията, проведена в столицата на Великобритания установява изрични параметри за крайцерите. Съгласно Част III, Член 15:
| „ | Крайцерите са надводни кораби, освен линейните кораби и самолетоносачите, стандартната водоизместимост на които надвишава 1850 бруто-регистър тона и въоръжени с артилерия калибър над 5,1 дюйма (130 mm). Крайцерите се делят на два подкласа: - a) с артилерия калибър над 6,1 дюйма (155 mm) - b) с артилерия калибър под 6,1 дюйма (155 mm) | “ |

Член 16 налага ограничение както за сумарния тонаж (146 800 бруто-регистър тона) и брой (15) на тежките крайцери на Британската империя, така и на сумарния тонаж (192 200 бруто-регистър тона) на леките крайцери.

## Конструкция и характеристики
Проектната далечина на плаване съставлява 10 000 морски мили на ход 16 възела и 12 200 мили на ход двенадесет възела.

## Участие във военни действия
По време на Втората световна война участва:
- в потопяването на немския линкор „Шарнхорст“;
- в Северните конвои;
- във войната в Корея.

### Авария през 2011 г.
На 29 ноември 2011 г. два работника получават незначителни травми след като, по време на ремонтни работи се срутва дървеното скеле.

## Награди
- Грамота от Върховния главнокомандващ Въоръжените сили на Руската федерация (19 март 2010 г.) – за мъжество и героизъм, проявени от екипажа на крайцера на Кралския Военноморски флот на Обединеното Кралство Великобритания и Северна Ирландия „Белфаст“ при защитата на транспортните конвои, доставящи военна помощ за Съюза на Съветските Социалистически Републики в годините на Втората световна война[4].

## Коментари
1. ↑  Всички данни се привеждат към 1939 г.